# Gran Premio motociclistico d'Olanda 1999
Il Gran Premio motociclistico d'Olanda 1999 corso il 26 giugno, è stato il settimo Gran Premio della stagione 1999 e ha visto vincere la Honda di Tadayuki Okada nella classe 500, Loris Capirossi nella classe 250 e Masao Azuma nella classe 125.

## Classe 500

### Arrivati al traguardo
| Pos | Nº | Pilota                   | Squadra                   | Motocicletta | Giri | Tempo     | Griglia | Punti |
| --- | -- | ------------------------ | ------------------------- | ------------ | ---- | --------- | ------- | ----- |
| 1   | 8  | Tadayuki Okada           | Repsol Honda              | Honda        | 20   | 41:12.732 | 1       | 25    |
| 2   | 10 | Kenny Roberts Jr         | Suzuki Grand Prix         | Suzuki       | 20   | +7.316    | 3       | 20    |
| 3   | 15 | Sete Gibernau            | Repsol Honda              | Honda        | 20   | +7.404    | 6       | 16    |
| 4   | 9  | Nobuatsu Aoki            | Suzuki Grand Prix         | Suzuki       | 20   | +10.941   | 10      | 13    |
| 5   | 2  | Max Biaggi               | Marlboro Yamaha           | Yamaha       | 20   | +10.980   | 5       | 11    |
| 6   | 6  | Norick Abe               | Antena 3 Yamaha-D'Antin   | Yamaha       | 20   | +16.271   | 8       | 10    |
| 7   | 19 | John Kocinski            | Kanemoto Honda            | Honda        | 20   | +17.348   | 2       | 9     |
| 8   | 14 | Juan Bautista Borja      | MoviStar Honda Pons       | Honda        | 20   | +25.950   | 11      | 8     |
| 9   | 26 | Haruchika Aoki           | F.C.C. TSR                | TSR-Honda    | 20   | +26.114   | 18      | 7     |
| 10  | 5  | Alex Barros              | MoviStar Honda Pons       | Honda        | 20   | +31.131   | 7       | 6     |
| 11  | 31 | Tetsuya Harada           | Aprilia Grand Prix Racing | Aprilia      | 20   | +36.038   | 12      | 5     |
| 12  | 55 | Régis Laconi             | Red Bull Yamaha WCM       | Yamaha       | 20   | +41.016   | 14      | 4     |
| 13  | 17 | Jurgen van den Goorbergh | Biland GP1                | MuZ Weber    | 20   | +41.097   | 13      | 3     |
| 14  | 22 | Sébastien Gimbert        | Tecmas Honda Elf          | Honda        | 20   | +1:04.683 | 19      | 2     |
| 15  | 24 | Garry McCoy              | Red Bull Yamaha WCM       | Yamaha       | 20   | +1:10.481 | 20      | 1     |
| 16  | 25 | José Luis Cardoso        | Maxon TSR                 | TSR-Honda    | 20   | +1:20.996 | 17      |       |
| 17  | 68 | Mark Willis              | Proton KR Modenas         | Modenas KR3  | 20   | +2:00.973 | 21      |       |

### Ritirati
| Nº | Pilota         | Squadra              | Motocicletta | Giri | Griglia |
| -- | -------------- | -------------------- | ------------ | ---- | ------- |
| 18 | Markus Ober    | Dee Cee Jeans Racing | Honda        | 10   | 22      |
| 21 | Michael Rutter | Millar Honda         | Honda        | 8    | 23      |
| 3  | Àlex Crivillé  | Repsol Honda         | Honda        | 4    | 4       |
| 4  | Carlos Checa   | Marlboro Yamaha      | Yamaha       | 4    | 9       |
| 69 | James Whitham  | Proton KR Modenas    | Modenas KR3  | 3    | 15      |
| 7  | Luca Cadalora  | Biland GP1           | MuZ Weber    | 0    | 16      |

## Classe 250

### Arrivati al traguardo
| Pos | Nº | Pilota                | Squadra                    | Motocicletta | Giri | Tempo     | Griglia | Punti |
| --- | -- | --------------------- | -------------------------- | ------------ | ---- | --------- | ------- | ----- |
| 1   | 1  | Loris Capirossi       | Elf Axo Honda Gresini      | Honda        | 18   | 38:04.730 | 4       | 25    |
| 2   | 46 | Valentino Rossi       | Aprilia Grand Prix Racing  | Aprilia      | 18   | +0.180    | 1       | 20    |
| 3   | 9  | Jeremy McWilliams     | QUB Team Optimum           | Aprilia      | 18   | +0.534    | 2       | 16    |
| 4   | 4  | Tōru Ukawa            | Shell Advance Honda        | Honda        | 18   | +0.537    | 9       | 13    |
| 5   | 56 | Shin'ya Nakano        | Chesterfield Yamaha Tech 3 | Yamaha       | 18   | +0.742    | 6       | 11    |
| 6   | 6  | Ralf Waldmann         | Aprilia Germany            | Aprilia      | 18   | +7.019    | 3       | 10    |
| 7   | 21 | Franco Battaini       | FGF Battaini Racing        | Aprilia      | 18   | +20.889   | 8       | 9     |
| 8   | 7  | Stefano Perugini      | Fila Watches Honda         | Honda        | 18   | +20.891   | 7       | 8     |
| 9   | 24 | Jason Vincent         | Padgetts HRC Shop          | Honda        | 18   | +21.310   | 10      | 7     |
| 10  | 14 | Anthony West          | Shell Advance Honda        | TSR-Honda    | 18   | +26.816   | 16      | 6     |
| 11  | 66 | Alex Hofmann          | Racing Factory             | TSR-Honda    | 18   | +26.933   | 11      | 5     |
| 12  | 12 | Sebastián Porto       | Semprucci Biesse-Group     | Yamaha       | 18   | +27.054   | 12      | 4     |
| 13  | 11 | Tomomi Manako         | Yamaha Kurz Aral           | Yamaha       | 18   | +27.903   | 13      | 3     |
| 14  | 36 | Masaki Tokudome       | Dee Cee Jeans Racing       | TSR-Honda    | 18   | +33.161   | 14      | 2     |
| 15  | 41 | Jarno Janssen         | Rizla Honda                | TSR-Honda    | 18   | +56.248   | 15      | 1     |
| 16  | 37 | Luca Boscoscuro       | Polini                     | TSR-Honda    | 18   | +56.432   | 19      |       |
| 17  | 16 | Johan Stigefelt       | Edo Racing                 | Yamaha       | 18   | +1:07.433 | 20      |       |
| 18  | 23 | Julien Allemand       | Tecmas Honda Elf           | TSR-Honda    | 18   | +1:16.347 | 18      |       |
| 19  | 10 | Fonsi Nieto           | Antena 3 Yamaha-D'Antin    | Yamaha       | 18   | +1:25.622 | 25      |       |
| 20  | 22 | Lucas Oliver Bultó    | Yamaha Kurz Aral           | Yamaha       | 18   | +1:25.758 | 26      |       |
| 21  | 15 | David García          | Antena 3 Yamaha-D'Antin    | Yamaha       | 18   | +1:33.867 | 24      |       |
| 22  | 72 | Rudie Markink         | Johan Jong Brandbom Racing | Aprilia      | 18   | +1:40.280 | 27      |       |
| 23  | 73 | Arno Visscher         | AV Racing                  | Aprilia      | 18   | +1:40.635 | 23      |       |
| 24  | 75 | Henk van den Lagemaat | Schoenkaper oz Racing      | Honda        | 17   | +1 giro   | 30      |       |

### Ritirati
| Nº | Pilota            | Squadra                 | Motocicletta | Giri | Griglia |
| -- | ----------------- | ----------------------- | ------------ | ---- | ------- |
| 74 | Andre Romein      | Frederikshof VHM Racing | Honda        | 8    | 28      |
| 34 | Marcellino Lucchi | Docshop Racing          | Aprilia      | 3    | 5       |
| 17 | Maurice Bolwerk   | Rizla Honda             | TSR-Honda    | 0    | 22      |
| 44 | Roberto Rolfo     | Vasco Rossi Racing      | Aprilia      | 0    | 17      |

### Non partiti
| Nº | Pilota        | Moto    | Griglia |
| -- | ------------- | ------- | ------- |
| 49 | Naoki Matsudo | Yamaha  | 21      |
| 58 | Matías Rios   | Aprilia | 29      |

### Non qualificato
| Nº | Pilota          | Moto  |
| -- | --------------- | ----- |
| 76 | Johan ten Napel | Honda |

## Classe 125

### Arrivati al traguardo
| Pos | Nº | Pilota             | Squadra                  | Motocicletta | Giri | Tempo     | Griglia | Punti |
| --- | -- | ------------------ | ------------------------ | ------------ | ---- | --------- | ------- | ----- |
| 1   | 4  | Masao Azuma        | Benetton Playlife        | Honda        | 17   | 38:09.395 | 2       | 25    |
| 2   | 6  | Noboru Ueda        | Givi Honda LCR           | Honda        | 17   | +0.317    | 5       | 20    |
| 3   | 15 | Roberto Locatelli  | Vasco Rossi Racing       | Aprilia      | 17   | +0.343    | 7       | 16    |
| 4   | 7  | Emilio Alzamora    | Via Digital Team         | Honda        | 17   | +8.842    | 11      | 13    |
| 5   | 8  | Gianluigi Scalvini | Inoxmacel Fontana Racing | Aprilia      | 17   | +9.204    | 4       | 11    |
| 6   | 41 | Yōichi Ui          | Festina-Derbi            | Derbi        | 17   | +9.540    | 13      | 10    |
| 7   | 21 | Arnaud Vincent     | C.C. Valencia            | Aprilia      | 17   | +9.741    | 6       | 9     |
| 8   | 13 | Marco Melandri     | Benetton Playlife        | Honda        | 17   | +9.748    | 3       | 8     |
| 9   | 23 | Gino Borsoi        | Semprucci Biesse-Group   | Aprilia      | 17   | +10.095   | 8       | 7     |
| 10  | 1  | Kazuto Sakata      | M.T.P. - Team Pileri     | Honda        | 17   | +11.838   | 9       | 6     |
| 11  | 26 | Ivan Goi           | Matteoni Racing          | Honda        | 17   | +25.683   | 19      | 5     |
| 12  | 32 | Mirko Giansanti    | Kappa Racing             | Aprilia      | 17   | +25.881   | 15      | 4     |
| 13  | 54 | Manuel Poggiali    | Kappa Racing             | Aprilia      | 17   | +37.303   | 22      | 3     |
| 14  | 16 | Simone Sanna       | Polini                   | Honda        | 17   | +37.526   | 12      | 2     |
| 15  | 9  | Frédéric Petit     | Racing Moto Sport        | Aprilia      | 17   | +37.868   | 14      | 1     |
| 16  | 22 | Pablo Nieto        | Festina-Derbi            | Derbi        | 17   | +39.035   | 18      |       |
| 17  | 10 | Jerónimo Vidal     | C.C. Valencia            | Aprilia      | 17   | +40.285   | 16      |       |
| 18  | 71 | Patrick Lakerveld  | Roteg Racing             | Honda        | 17   | +2:13.886 | 26      |       |
| 19  | 68 | Hans Koopman       | Ep Bos Electro Elburg    | Honda        | 16   | +1 giro   | 24      |       |
| 20  | 69 | Ronnie Timmer      | RTD Doodeman Dakdekkers  | Honda        | 16   | +1 giro   | 27      |       |

### Ritirati
| Nº | Pilota               | Squadra               | Motocicletta | Giri | Griglia |
| -- | -------------------- | --------------------- | ------------ | ---- | ------- |
| 20 | Bernhard Absmeier    | Mayer-Rubatto Racing  | Aprilia      | 14   | 20      |
| 70 | Harold de Haan       | Gebben Toyota Ramaker | Honda        | 14   | 25      |
| 5  | Lucio Cecchinello    | Givi Honda LCR        | Honda        | 13   | 1       |
| 18 | Reinhard Stolz       | Polini                | Honda        | 9    | 23      |
| 12 | Randy de Puniet      | Scrab Competition     | Aprilia      | 8    | 10      |
| 44 | Alessandro Brannetti | Future Strategies     | Aprilia      | 6    | 17      |

### Non partito
| Nº | Pilota         | Moto  | Griglia |
| -- | -------------- | ----- | ------- |
| 29 | Ángel Nieto Jr | Honda | 21      |

### Non qualificato
| Nº | Pilota              | Moto  |
| -- | ------------------- | ----- |
| 67 | Wilhelm van Leeuwen | Honda |